# Municipio de Bristol (condado de Aurora)
El municipio de Bristol (en inglés: Bristol Township) es un municipio ubicado en el condado de Aurora en el estado estadounidense de Dakota del Sur. En el año 2010 tenía una población de 36 habitantes y una densidad poblacional de 0,39 personas por km².

## Geografía
El municipio de Bristol se encuentra ubicado en las coordenadas 43°53′6″N 98°30′6″O / 43.88500, -98.50167. Según la Oficina del Censo de los Estados Unidos, el municipio tiene una superficie total de 92.56 km², de la cual 92,36 km² corresponden a tierra firme y (0,21 %) 0,2 km² es agua.

## Demografía
Según el censo de 2010, había 36 personas residiendo en el municipio de Bristol. La densidad de población era de 0,39 hab./km². De los 36 habitantes, el municipio de Bristol estaba compuesto por el 100 % blancos. Del total de la población el 0 % eran hispanos o latinos de cualquier raza.